# برایان چینگ
برایان چینگ (انگلیسی: Brian Ching؛ زادهٔ ۲۴ مهٔ ۱۹۷۸) یک بازیکن فوتبال اهل ایالات متحده آمریکا است.
وی همچنین در تیم ملی فوتبال ایالات متحده آمریکا بازی کرده‌است.